# Tadeusz Miciński
Tadeusz Miciński (Łódź, 9 novembre 1873 – Čeryhow, 1918) è stato uno scrittore, poeta e drammaturgo polacco.
Fu tra i precursori dell'espressionismo e del surrealismo in Polonia.

## Biografia
La sua formazione filosofica, fu ulteriormente curata studiando in diverse città come Cracovia (dove frequentò l'università cittadina), Lipsia e Berlino.
Attivo sia nel campo letterario che, dal 1898, in quello giornalistico, fu fortemente influenzato dal Messianismo ma anche dal Romanticismo nero: le prime produzione letterarie furono sia liriche (Al crepuscolo delle stelle, 1902) che opere teatrali come Il principe Potëmkin del 1906 e Basilissa Teofanu del 1909.
Intensificò poi la produzione sia saggistica che giornalistica e pubblicò nel 1910 la novella di ispirazione simbolista Nietota.
Ispirato dalle idee della «Giovane Polonia»,  può essere definito come un precursore della narrativa psicoanlitica di Stanisław Ignacy Witkiewicz e Bruno Schulz e del moderno teatro polacco.